# Бригадир

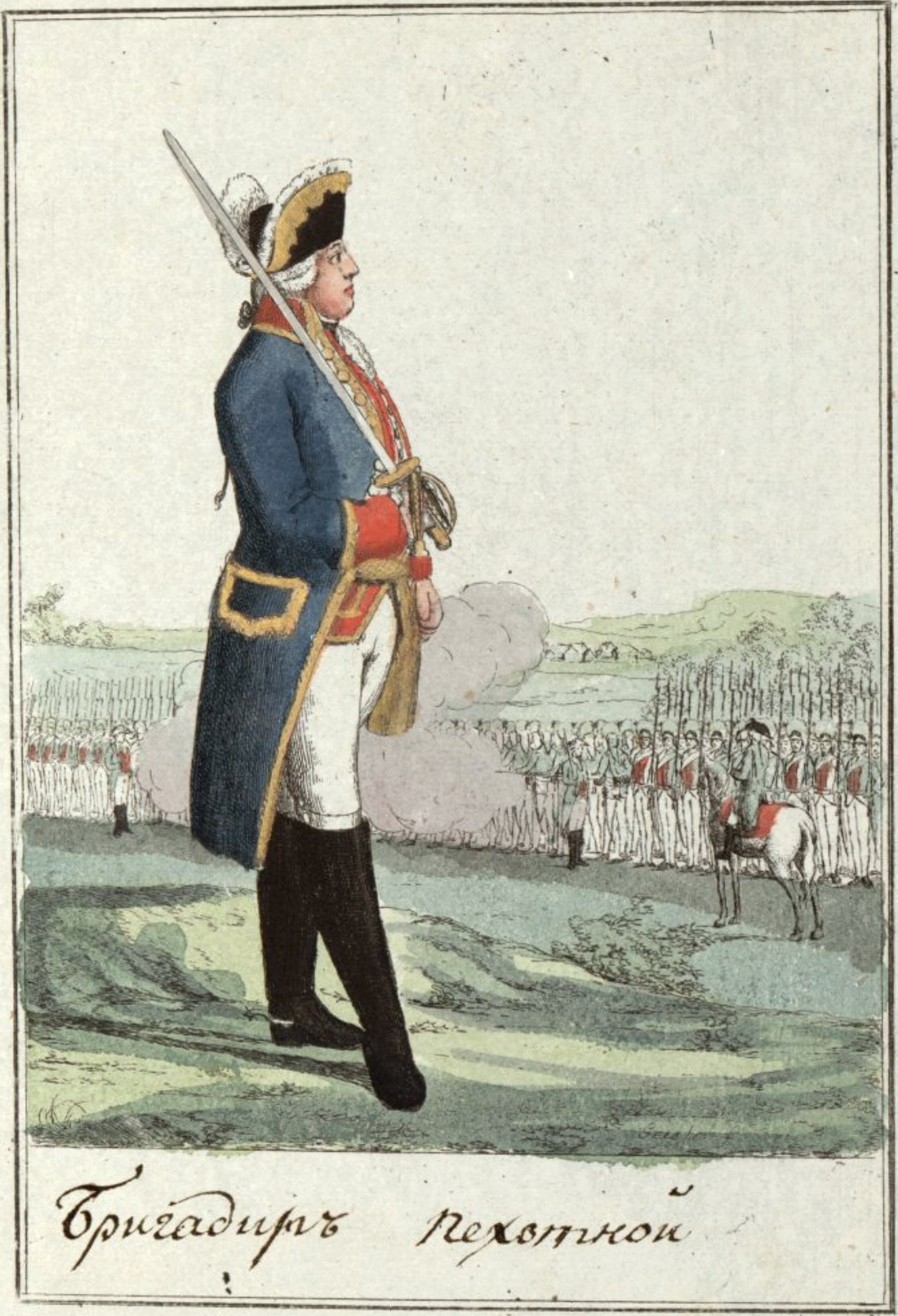
Мундир русского пехотного бригадира, 1793 год.

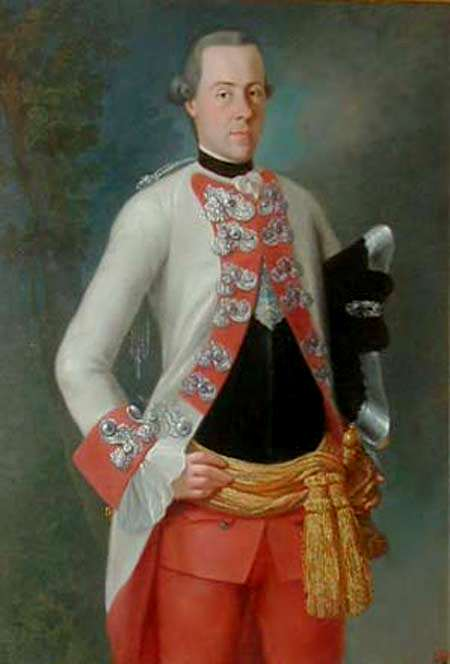
Командир группы полков — бригадир Г. И. Ливен.

Бригади́р — воинское звание и военный чин в вооружённых силах государства в пехоте или коннице, выше полковника и ниже генерал-майора. Также может именоваться «генерал-капрал».
Впервые введён в России в 1705 году, мог быть пехотный или конный. Соответствовал чинам подполковника гвардии, капитан-командора на флоте и статского советника на гражданской (статской) службе. В Вооружённых силах Российской империи чин бригадира относился к числу генеральских чинов. В Русской армии в период 1722—1796 годов военный чин 5-го класса. Командовал сразу несколькими полками, то есть группой полков, своеобразно являясь старшим полковником или полковым генералом. В некоторых вооружённых силах ему соответствует чин бригадного генерала. Нередко чин бригадира подразумевает командование бригадой.

## В России XVIII века
В Русской армии ВС России чин бригадира был введён Петром I и упразднён Павлом I. Во флоте ему соответствовал военный чин капитан-командора, в гражданской службе — чин статского советника. В энциклопедии Брокгауза и Эфрона говорится следующее:
В России бригадиры, учреждённые Петром Великим, занимали середину между полковником и генерал-майором, но имели значение более определённое, чем во Франции. В Воинском уставе Петра I сказано, что бригадир — тот, под команду которого дана бригада из 2-х или 3-х полков, и он мог быть пехотный или конный.

В 1769 году Д. И. Фонвизин написал комедию «Бригадир». После постановки пьесы, по замечанию Ю. М. Лотмана, этот чин стал восприниматься «как комическая маска — тип военного служаки». В романе «Евгений Онегин» чин бригадира имел покойный отец Татьяны Лариной Дмитрий. Чин был упразднён в 1796 году.

## Комбриг в Красной Армии
В ноябре 1917 года генеральские чины, как и все прочие чины, звания и титулы, были в России отменены. Однако уже в 1919 году были введены единые знаки различия для всех военнослужащих РККА. Для командиров (отдельной) бригады был установлен один красный ромб, который первоначально нашивался на рукаве под красной звездой. С 31 января 1922 года этот ромб переместился на нарукавный клапан, а после военной реформы 1924 года, когда весь командирский состав был разделён на 14 служебных категорий, а командир (отдельной) бригады был причислен к категории К-10, этот ромб переместился на петлицу.
При введении в РККА персональных воинских званий в 1935 году было введено воинское звание — «комбриг».
В 1940 году в связи с введением генеральских званий представители высшего комсостава, в том числе имевшие воинское звание комбриг, были переаттестованы, с присвоением новых войсковых званий.
Тем не менее, даже в начале Великой Отечественной войны, встречались командиры, имевшие это звание, соответственно носившие и знаки различия, в том числе и петлицы комбрига. Это было связано с двумя моментами. Во-первых, ряд комбригов не был переаттестован в связи с недостаточно удовлетворительным исполнением служебных обязанностей или по другим причинам. Во-вторых, к числу не переаттестованных относились и те командиры, которые были арестованы в звании комбрига в период репрессий 1937-38 гг., а также попавшие под арест позднее. С началом Великой Отечественной войны некоторых из них освободили из-под ареста или из мест заключения, после чего они воевали в этом звании вплоть до весны 1942 года, до унификации воинских званий 21 мая 1942 года. Примером из художественной литературы может служить комбриг Серпилин, персонаж романа К. С. Симонова «Живые и мёртвые».

### Знаки различия

Погон бригадира Британской армии.
Погон бригадира Королевской морской пехоты Великобритании.

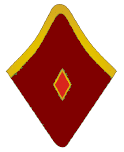
Знаки различия в/з комбриг в петлицах шинели.
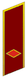
Знаки различия в/з комбриг в петлицах на гимнастерке и кителе.
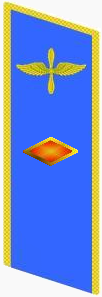
Петличный знак в/з комбриг авиации РККА.
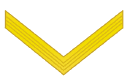
Знак различия (шеврон) в/з комбриг на рукав.

## Во Франции
В Средние века латинский термин brigandarius означал начальника части бродячих наёмных дружин того времени (brigans, brigantini и др.).
Во Франции начала XVII века бригадами командовали полковники и подполковники, командиры старших полков бригад, оставаясь вместе с тем и в своей прежней должности. Так как часто случалось, что старшим полком командовал младший из полковых командиров, то в 1659 г., по предложению Тюренна, стали назначать только на военное время начальниками бригад особых штаб-офицеров из так называемых maitres de camp.
Звание бригадира на постоянной основе начали присваивать во французской кавалерии с 1667 г., а в пехоте с 1668 г. Но так как во Франции слово brigadier имело множество самых различных значений, то начальников бригад, для отличия от прочих, назвали brigadier des armées du roi («бригадир рода войск» — кавалерии, пехоты и пр).
Звание бригадира во Франции было упразднено в 1788 году, в период реформ Военного комитета под председательством де Гибера. Во время французской революции, начиная с 1793 года, во главе бригад стояли бригадные генералы (généraux des brigades). Во французской армии, ещё начиная с позднего средневековья бригадирами также именовались унтер-офицеры кавалерии, соответствующие капралам в пехоте.
Во французской национальной полиции и сегодня существуют звания бригадиров, но звания эти сержантские. Звание су-бригадира (Sous-brigadier) соответствует армейскому званию сержант-шефа (Sergent-chef), звание бригадира (Brigadier) — званию аджюдана (Adjudant), примерно эквивалентного российскому званию старшина. Звания же Brigadier-chef и Brigadier-major соответствуют армейским званиям Adjudant-chef и Major (не путать с майором, который по-французски называется Commandant) и эквивалентны российским прапорщику и старшему прапорщику, иногда младшему лейтенанту.

### Знаки различия

Погон су-бригадира.
Погон бригадира.
Погон бригадир-шефа.
Погон бригадир-майора.

## Бригадир в армии Великобритании
В Британской армии бригадир — это высшее старшеофицерское звание, стоящее выше полковника, но ниже генерал-майора. Было введено в 1928 году. Обычно командует бригадой, состоящей из трёх батальонов и насчитывающей в своём составе около 3000 военнослужащих.
Знаком различия служит корона святого Эдуарда, под которой треугольником, обращённым остриями вверх, расположены три четырёхконечных звезды ордена Бани. До 1920 года этому званию соответствовало звание бригадного генерала, впервые введённое королём Яковом II и узаконенное в 1705 году при королеве Анне. С 1880 года это звание обозначалось перекрещёнными саблей и жезлом. В 1920 году звание бригадный генерал было упразднено, а вместо него введены звания полковника-коменданта (colonel-commandant) и штаб-полковника (colonel of the staff). Однако уже в 1928 году оба звания были отменены, а вместо них введено звание бригадир.

### Знаки различия
- Погон бригадира
Британской армии.
- Погон бригадира
Королевской морской пехоты Великобритании.

## В других государствах
Помимо Великобритании, звание бригадира существует в государствах Британского содружества, а также в армиях таких государств, как Шри-Ланка, Индия, Пакистан. Кроме того, существует эквивалентное бригадиру звание старшего полковника в армиях КНР (Да Сяо 大校), КНДР (Taejwa 대좌) и Вьетнама (Đại tá), а также во многих государствах мира существует эквивалентное бригадиру звание бригадный генерал.

### Знаки различия

Погон бригадира СВ Австралии.
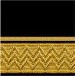
Фуражка бригадира СВ Австрии.
Погон бригадира СВ Шри-Ланки.